# Tim og Tøffe
Tim og Tøffe är en norsk animerad kortfilm från 1949 i regi av Ivo Caprino. Filmen är hans debut.